# De Grasse (paquebot, 1971)
Pour les articles homonymes, voir De Grasse.
 (janvier 2021).
Si vous disposez d'ouvrages ou d'articles de référence ou si vous connaissez des sites web de qualité traitant du thème abordé ici, merci de compléter l'article en donnant les références utiles à sa vérifiabilité et en les liant à la section « Notes et références ».
Lancé en 1956 sous le nom de Bergensfjord pour la Nowegian America Line, il est vendu à la Compagnie Générale Transatlantique en 1971 qui le baptise De Grasse. 
Revendu, il passera entre les mains de différentes compagnies avant de prendre feu en 1980.

## MSBergensfjord(1956-1971)
Mis en service en 1956 pour la Nowegian America Line sous le nom de Bergensfjord, il sert sur la ligne principale de la compagnie reliant la Norvège et les États-Unis. Cependant il doit rapidement faire face à une baisse du nombre de clients d'année en année du fait de la concurrence toujours plus importante de l'avion. La compagnie va alors se tourner de plus en plus vers les croisières abandonnant petit à petit sa ligne régulière.

## MSDe Grasse(1971-1973)
Il finit par être vendu à la Compagnie générale transatlantique en 1971, et prend le nom de De Grasse le 5 novembre de cette même année. Il est alors le deuxième navire de la compagnie à porter ce nom, le premier paquebot De Grasse ayant servi dans la compagnie de 1924 à 1953. Destiné à remplacer l‘Antilles qui vient de périr dans un incendie, il est alors, avec le France, le dernier paquebot de la compagnie. Il effectue ainsi son voyage inaugural du Havre à Fort de France du 12 au 20 novembre 1971. Cependant, pour les mêmes raisons qu'à l'époque où il s'appelait Bergensfjord, la compagnie ne réussit pas à atteindre la rentabilité espérée sur la ligne Le Havre - Southampton - Caraïbes qu'il dessert. Il est ainsi destiné aux croisières dès 1972. Il n'effectuera que 11 rotations sur les Antilles mais fera de nombreuses croisières en Méditerranée, aux Caraïbes et en Europe du Nord. Cependant, la Compagnie Générale transatlantique, qui depuis les années 50 se consacre de plus en plus au trafic du fret, finit par vendre le navire en 1973.

## Autres acquéreurs (1973-80)
Revendu en 1973 à Thoresen and Co de Singapour, il devient Rasa Sayang. À la suite d'un incendie, il est réparé et revendu en 1978 à l'armement chypriote Sunlit Cruises ltd qui le nomme provisoirement Golden Moon puisqu'en 1979 il est renommé de nouveau Rasa Sayang. Le 17 ou le 27 août 1980 (suivant les sources), alors qu'il subissait une refonte complète pour son nouveau propriétaire, la compagnie Aphrodite Maritime, un incendie se déclare à bord à Perama en Grèce. Le navire en feu est alors remorqué hors du port où il finira par chavirer et couler. Il est ensuite démoli à Kynousoura.

## Les croisières du De Grasse
Le De Grasse a effectué un bon nombre important de croisières durant ses années de service. En voici une liste non exhaustive  :
| Saison 1972 -croisières européennes : - Semaine Sainte à Séville du 25 mars au 08 avril - 08 au 15 avril - Croisière en Méditerranée du 15 au 22 avril - Croisière en Méditerranée du 22 avril au 2 mai - Croisière Portugaise du 02 au 08 mai - Croisière au Cap Nord du 13 au 29 juillet - Croisière en Baltique du 31 juillet au 16 aout -voyages et croisières dans les Caraïbes : - 10 au 29 mai - 31 mai au 19 juin - 21 juin au 10 juillet - 16 aout au 09 septembre - 11 au 30 septembre - 02 au 21 octobre | Saison 1973 - Croisière dans les Iles Grecques du 19 au 29 mai - Croisière Egyptienne du 29 mai au 12 juin - Croisière dans les Caraïbes du 12 juin au 07 juillet - Croisière au Cap Nord du 10 au 22 juillet - Croisière aux Spitzberg du 28 juillet au 08 aout - Croisière en Baltique 11 au 27 aout - Croisières des croisés du 27 (ou du 02) aout au 15 septembre - Croisière en Mer Noire 15 au 29 septembre - Croisière en Grèce et en Turquie 29 septembre au 13 octobre |